# Tungnafellsjökull
El Tungnafellsjökull es un glaciar y un volcán en Islandia. Se encuentra en la región de Norðurland Eystra.

## Características
Tiene una elevación de 1 535 metros y está situado al noroeste del glaciar Vatnajökull. El glaciar tiene aproximadamente 10 km de largo, de 5 a 6 km de ancho y tiene un área de 48 km². El macizo montañoso es bastante abrupto y está surcado por barrancos y gargantas al sur y al oeste.
El volcán contiene dos calderas. Una está llena en gran medida por el glaciar Tungnafellsjökull, y la otra caldera sin hielo ubicada al sudeste contiene lavas riolíticas del Pleistoceno. El volcán pertenece en gran parte a la edad del Pleistoceno, pero las fisuras del flanco posglacial en el lado noreste han producido basaltos jóvenes. El volcán central Hágöngur al SW es parte de este sistema volcánico. Estuvo activo durante el Holoceno, pero no en la actualidad.

## Historia
El vulcanólogo Hans Reck fue el primer hombre en explorar la zona en 1908 y, tres años después, el geólogo Hermann Stoll subió a la montaña. El largo New Valley o Glacial Valley se extiende a lo largo de su lado sur y en su desembocadura se encuentran las cabañas de la Icelandic Touring Association.